# Giulio Schmidt
Giulio Schmidt (Trento, 6 aprile 1944 – Cernusco sul Naviglio, 29 luglio 2016) è stato un politico italiano.

## Biografia
È stato imprenditore televisivo, giornalista, saggista e uomo politico italiano.
Tra le sue attività televisive ricordiamo l'ideazione del programma Bit, storie di computer condotto da Luciano de Crescenzo, programma di cui fu anche produttore, e la partecipazione come ideatore e co-conduttore al programma Grand Prix su Antenna Nord assieme ad Andrea de Adamich.  Come imprenditore televisivo ha fondato e per diversi anni gestito la società di produzione e post-produzione televisiva Pool Communications e Pool Video Center  con sede in via Deruta 20 a Milano, ora sede del gruppo Infront.
Nel 1994 è stato tra i primi ad accettare la sfida ad entrare in politica di Silvio Berlusconi fondando un circolo Forza Italia a Cernusco sul Naviglio. La sua carriera politica è stata ricordata dall'On. Antonio Palmieri nel suo discorso commemorativo alla Camera dei Deputati tenuto in data 14 settembre 2016 in cui ne ha ricordato anche gli aspetti umani..